# 薄皮饅頭

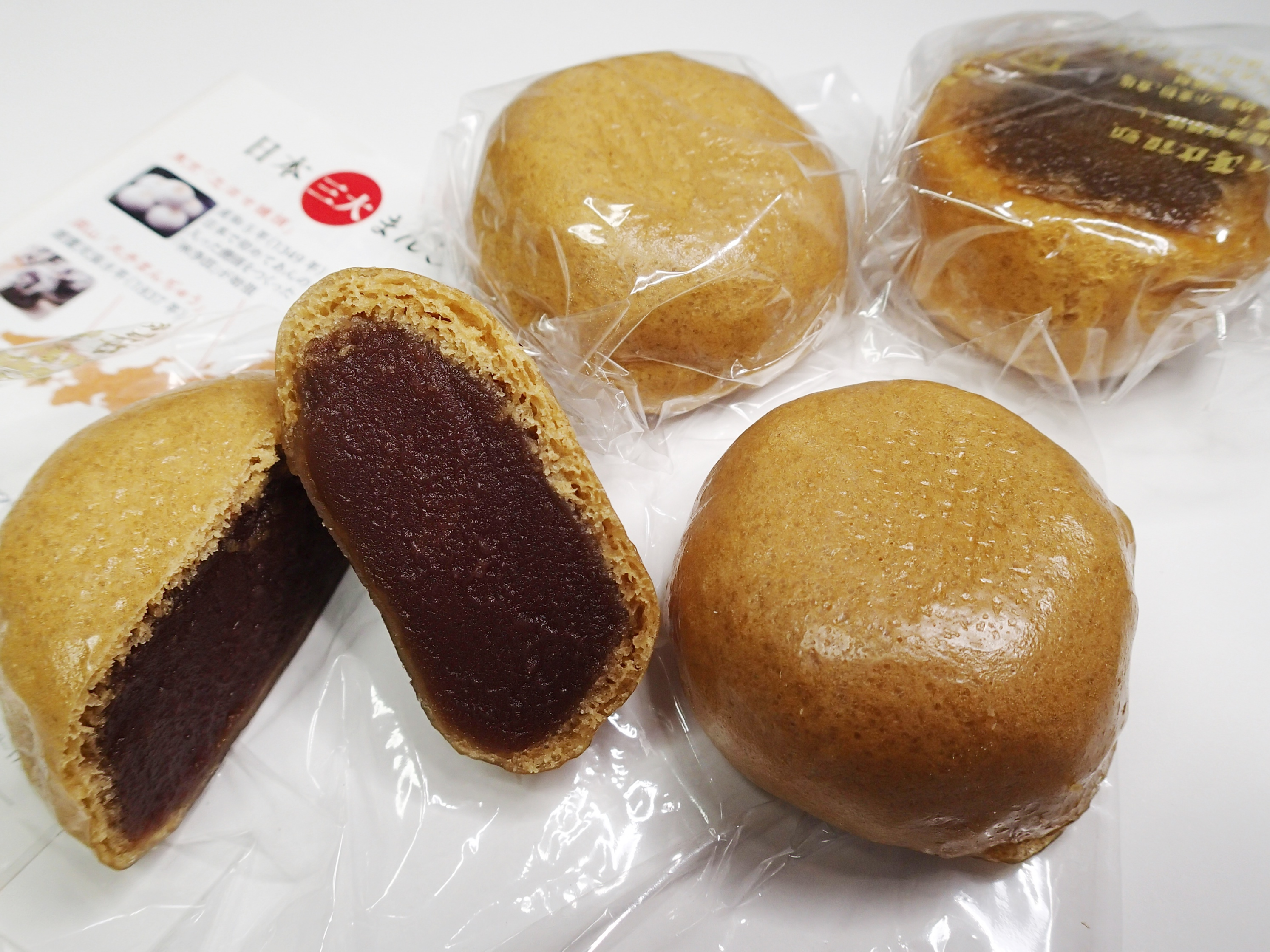
薄皮饅頭

薄皮饅頭（うすかわまんじゅう）は、福島県郡山市の和菓子。甘い饅頭で、名前の通り黒糖を使った薄い皮で包んでいることが特徴である。東京都の志ほせ饅頭、岡山県の大手まんぢゅうと共に、日本三大饅頭の1つとしても有名である。

## 概要
1852年（嘉永5年）から続く和菓子の老舗「柏屋」が製造販売している。皮は小麦粉に黒糖を多く混ぜて作った生地を使用しているため、茶色をしている。通常の饅頭よりも皮が薄い分、餡の占める量が多い。このためかなり甘いが、くどい味わいではない。当初はこしあんを用いたものであったが、現在は好みの変化もあり、粒餡も用いている。また、小さいサイズの「薄皮小饅頭」や、蒸篭に入れて販売している「せいろ薄皮」がある。そのまま食べるほかに、焼いて食べたり、凍らせて食べたり、衣をつけて天ぷらにして食べたり、茶漬けにして食べたりする人もいる。

## 歴史

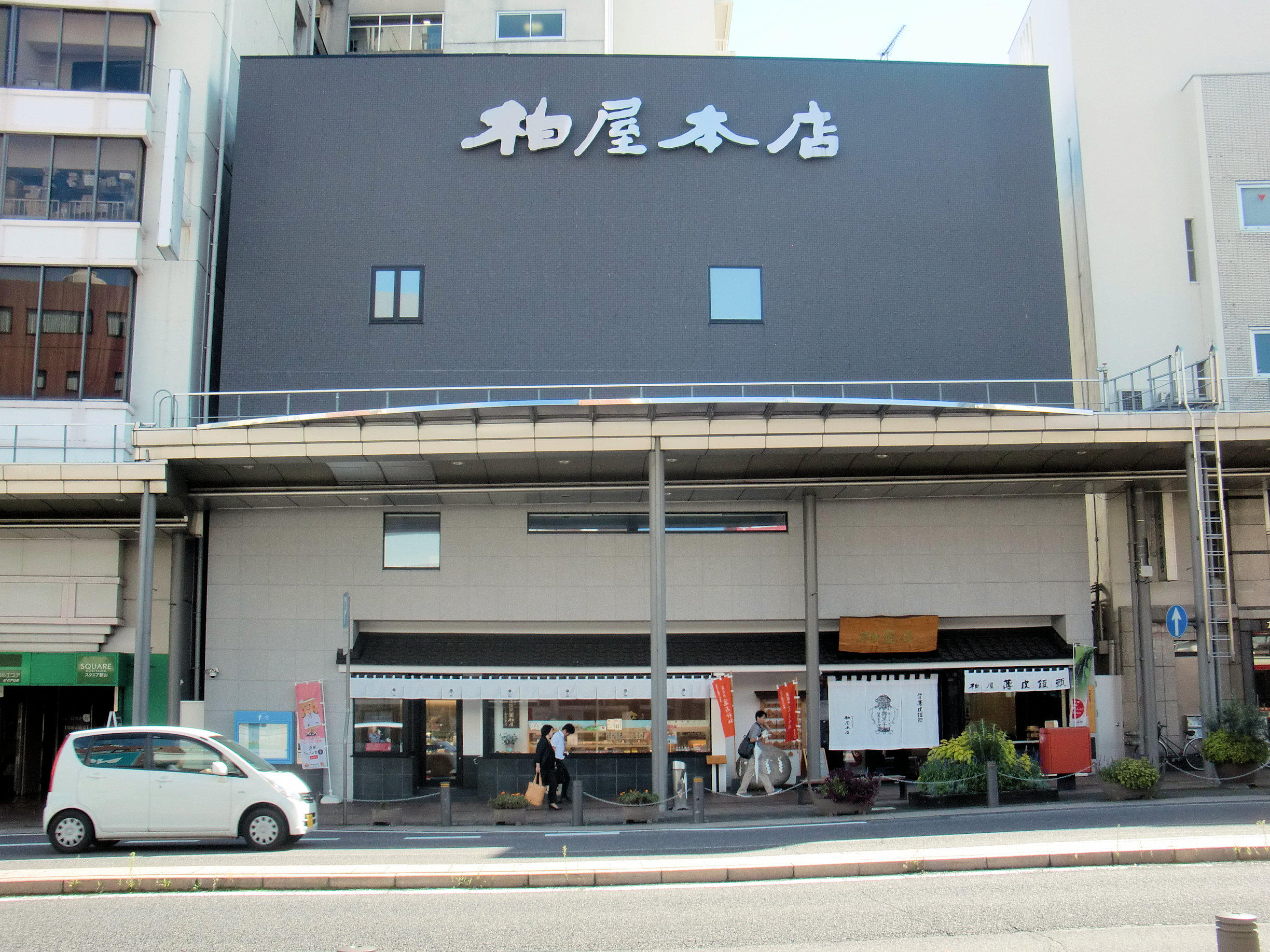
柏屋本店（郡山市）

- 1852年、柏屋の当主である初代本名善兵衛（ほんなぜんべえ）が考案したとされる[3]。江戸時代の奥州街道の郡山宿で薄皮茶屋という店を開き、主に旅人相手に販売した。当時の東北地方の饅頭は、小豆の嵩が減らないように皮付きの粒餡を使い、ぶ厚い皮で包んだ食べごたえのある素朴なものだった[3]。皮が薄く[4]、こしあんを大量につかった饅頭は、雅な文化の薫りがすると評判になり、東北地方随一の人気を誇った[3]。
- 1887年（明治20年）に東北本線郡山駅が開業すると、駅売を始め、東京でも有名になった[3]。
- 1942年5月13日公布の企業整備令[5]によって休業状態となり、戦後は品質のよい材料が手に入るまで薄皮饅頭の製造を見合わせた[6]。1948年の暮れに販売が再開された[7]。
- 1953年、「旅は磐梯、みやげは薄皮」のキャッチフレーズで販路を広げた[7]。高度成長期の観光ブームで全国に評判が広がった[6]。
- 2005年12月31日、「うすかわくんじゃんけん（初代うすかわくん）」が公式キャラクターとしてデビューした。
- 2010年、郡山市内で行われた「春のまんじゅう祭り」では重さ159kg（3,533個分）の巨大薄皮饅頭に入刀する薄皮大萬寿開きが行われた[8]。
- 東日本大震災後、原材料やガソリンが手に入らず休業した際には、50年来の交流があった北海道の六花亭から支援の申し出があり、2011年5月の連休に六花亭の26店舗で薄皮饅頭が販売された[4]。
- 2017年4月16日、「2代目うすかわくんJAPAN」が公式キャラクターとしてデビューした。